# Flavio Salia
Flavio Salia (latín: Flavius Salia; fl. 344-348) fue un militar y diplomático romano del Imperio que fue nombrado cónsul en el año 348.

## Biografía
Salia era de ascendencia germánica y cristiano devoto. Ascendió en el escalafón militar hasta convertirse en magister equitum ("comandante de la caballería") bajo el emperador Constante I del 344 al 348. 
Tras el Concilio de Sárdica, Constancio lo envió, junto con dos obispos occidentales, Vincencio de Capua y Éufrates de Colonia, a la corte de su hermano Constancio II, en Antioquía, con una carta en la que le exigía cumplir el dictamen del concilio, restituyendo en su sede al patriarca de Alejandría, Atanasio, que había sido depuesto tras su enfrentamiento con los arrianos).
Más tarde, en 348, Salia accedió al consulado junto a Flavio Filipo y fue nombrado consul posterior.